# カトリック聖伝主義

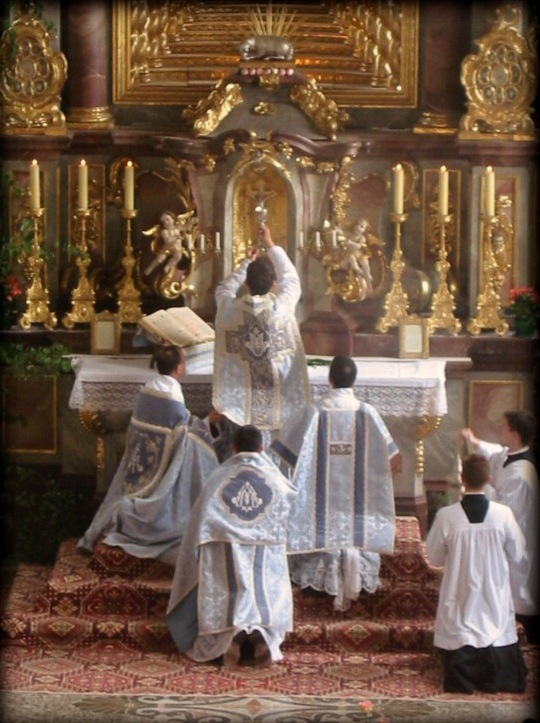
聖変化の後のカリス（杯）の奉挙

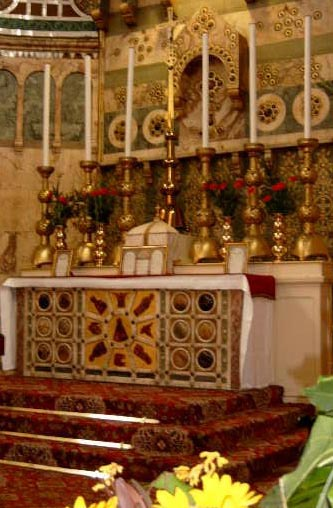
アイルランド・ダブリンの上智の座の聖母教会Church of Our Lady Seat of Wisdomの祭壇

カトリック聖伝主義（英: Traditionalist Catholicism、Traditional Catholic）とは、第2バチカン公会議（1962-1965年）の改革以前にカトリック教会に存在した、一連の信仰、実践、習慣、伝統、典礼形式、献身、カトリックの教えの現れ 、特にトリエント・ミサとして知られる聖伝のラテン語ミサへの愛着を示すことで知られる。 
聖伝主義者らは、第2バチカン公会議以降、典礼から外見上の神聖さを奪い、聖体におけるキリストの現存に対する信仰を損ねると感じられる、さまざまな典礼様式の変更に悩まされてきた。 また、第二バチカン公会議のエキュメニズムに関する教えは、カトリックと他のキリスト教徒との区別を曖昧にしていると考える者も多い。聖伝主義カトリックは概ね、控えめな服装（後述）を推奨し、男女の役割について（平等主義 egalitarianism ではなく）相補的 (complemental) な見解を教える。

## 歴史
第2バチカン公会議の終り頃、米国のゴンマー・デポウGommar DePauw神父は、公会議の教えの解釈、特に典礼に関する事柄をめぐって、ボルチモア大司教のLawrence Shehan枢機卿と対立するようになった。1965年1月、DePauwはニューヨーク大司教フランシス・スペルマン枢機卿らの支援を受けて、ニューヨーク州に「カトリック聖伝主義運動(CTM)」という組織を設立した。
1960年代後半から1970年代前半にかけて、第2バチカン公会議によってもたらされた、社会的および典礼的変化に反対する、もしくは不快感を抱く、保守的なカトリック信者が集まり始めた 。1973年、Francis E. FentonおよびRobert McKenna両神父によって、トリエント・ミサの保存のために北米各地に礼拝堂を設置する「Orthodox Roman Catholic Movement（ORCM）」が発足した。この神父らは、その行為を認めない司教から休職中リストに入れられた 。
1970年、フランスのマルセル・ルフェーブル大司教は、聖伝のラテン語ミサのみを行う司祭で構成される聖ピオ十世会（SSPX）を設立し、教会における過剰なリベラルの影響に反対を表明した。ルフェーブルの運動は、ヨハネ・パウロ2世を正統な教皇と認めつつも教皇に従わないというSSPXの立場に不満を持つ（sedeprivationist）聖職者からなる修道会であるIMBC（Istituto Mater Boni Consilii）など、さまざまな分派を出しながら発展していったが、時が経つにつれその勢いを増していった（sedeprivationistは、現在の教皇職は正当に選ばれた教皇であるが、第2バチカン公会議がもたらした変化を撤回しない限り、教化や統治を行う権限や能力を欠くとする立場を指す）。
大多数のカトリック信徒は決してルフェーブル大司教と提携することはなかったが、 一部のカトリック信徒は、教皇座空位主義 (Sedevacantism) の立場を取った。教皇座空位主義とは、 教皇ヨハネ23世及び彼の後継者は異端者であり、したがって教皇とは見做せず、また新しい教会と新しい秘蹟の執行のやり方は無効であるとするものである。他にも周辺的なグループとして、一般的に教皇と思われている者とは別の「教皇」を擁立して、彼らの正当性を主張したコンクラーヴィストらがいる。 聖ピオ五世会 Society of Saint Pius V (SSPV) は、SSPXが教皇ヨハネ23世の1962年のミサ典書を使用することに反対してルフェーブルから離反した者たちの会で、1955年の教皇ピオ12世による典礼改革以前のミサ典書を使用することを好む。また、第2バチカン公会議以降の教皇らの正統性に公に疑義を呈している。ルフェーブル大司教自身はこれらの立場を公に拒絶しているが、彼の活動はローマ当局に疑念を抱かせ続けた。1988年、彼及びもう1人の大司教は教皇の許可なしに4人の男性を司教に聖別したため、Latae sententiae により、司教聖別に直接関与した6人の男性を破門した。
SSPXの一部のメンバーは、自分たちが考える分裂に参加することを望まず、脱退し、伝統的なラテン語ミサを執行しながらも聖座と完全に交わる聖ペトロ会（FSSP）を設立した。2009年、教皇ベネディクト16世が前述の4人の司教の破門を解除するなど、SSPX をカトリック教会の権威に引き戻すための試みが数多く行われた。この試みは失敗に終わったが、SSPX がローマとの交渉する努力を行うことにより、少数派である SSPX Resistance の出現を誘発することになった。

## 各派閥

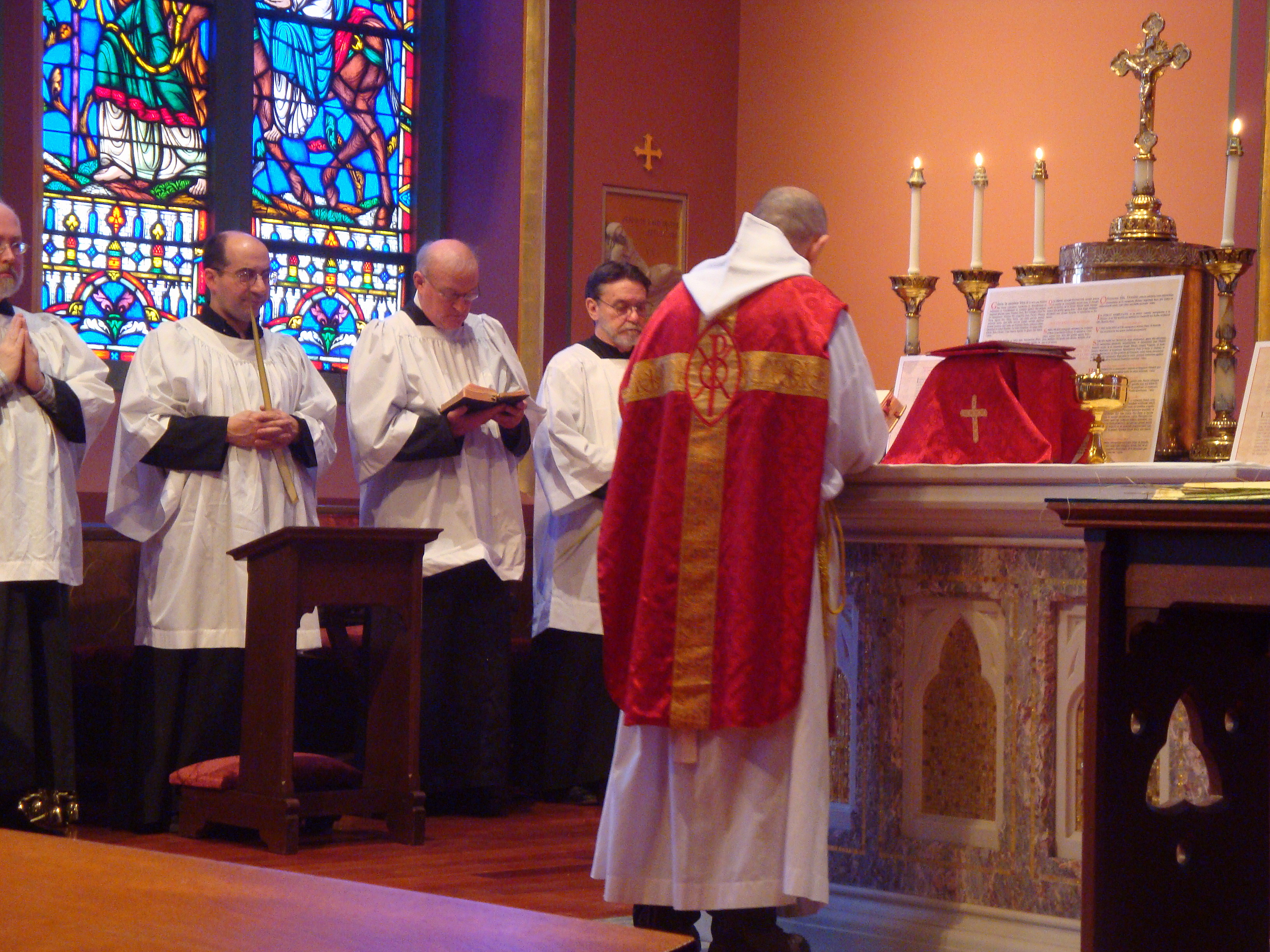
米国マサチューセッツ州ボストンの聖十字架大聖堂Cathedral of the Holy Crossのチャペルにおけるトリエント・ミサ （2009年の枝の主日）

カトリック聖伝主義のグループは、概ね4つに大別される。

### 聖座と良好な関係にある団体
第2バチカン公会議以降、いくつかの聖伝主義団体がカトリック教会の承認を得て発足、ないしは発足後カトリック教会の承認を得ている。これらの団体は、第二バチカン公会議の文書を原則的に受け入れ、公会議に関連した変更（ミサの改訂など）を、しばしば慎重さを欠くものの、正当なものと見なし、聖座の承認を得て、公会議以前の形式のラテン語ミサを司式するものである。
- 聖ペトロ会 Priestly Fraternity of St Peter (FSSP)
- Institute of Christ the King Sovereign Priest (ICRSS, ICKSP)
- Sons of the Most Holy Redeemer (FSSR)
- Institute of the Good Shepherd (IBP)
- Servants of Jesus and Mary (Servi Jesu et Mariae, SJM)
- Canons Regular of the New Jerusalem (CRNJ)
- Canons Regular of Saint John Cantius (SJC)
- Canons Regular of Saint Thomas Aquinas[9]
- Canons Regular of the Holy Cross
- Fraternity of Saint Vincent Ferrer
- Personal Apostolic Administration of Saint John Mary Vianney (PAASJV)
- Miles Christi (MC)
- Missionaries of Saint John the Baptist (MSJB)[10]

また、以下の修道会を持つ:
- Monastery of Our Lady of the Annunciation of Clear Creek
- Monastery of St. Benedict in Norcia
- Monks of the Most Blessed Virgin Mary of Mount Carmel
- Monastery of Our Lady of the Cenacle
- Le Barroux Abbey

詳細は、トリエント・ミサを執行する地域団体を参照すること。
さらに、ローマと良好な関係にある多くの聖伝主義カトリック教徒は、伝統的な典礼を執り行う意思及び能力のある地元の教区司祭や修道司祭によって奉仕されている。聖伝主義者に共感したり、自らを伝統主義者と認識している他の多くのカトリック教徒は、聖伝的な典礼が自分の地域では行われていない（少なくとも通常の教会法では行われていない）ため、定期的に伝統的な典礼に参加することはできず、第二バチカン公会議後の現在の通常のローマ典礼であるパウロ6世のミサに参加している。その他の人々は、東方カトリック教会の典礼に参加可能であれば、それに参加することがある。また、Juventutem の青年グループのような、聖伝主義カトリック教徒の地元および国際的な信徒組織も数多く存在する。

### 聖座によって通常の状態にはないと見なされている共同体
聖伝主義者の中には、カトリック教会によって聖職停止処分を受けた司祭から秘蹟を受ける者もいるが、これらの司祭と彼らに伴うカトリック信者は、カトリック教会への忠誠を誓う一方で、エキュメニズム、信教の自由、共同体主義に関する第 2 バチカン公会議の教えは、カトリックの古来よりの教えや教義と矛盾していると主張している。彼らは、ジュリー・バーン Julie Byrne が「独立カトリック教会右派」と呼ぶものを形成している。「独立派は、政治的には右派から左派まで多岐にわたる。右派の伝統主義教会は、ローマよりも保守的なカトリックを実践している。」  
この説明に当てはまる最大の司祭会は、1970年にローザンヌ、ジュネーブ、フリブールの司教の認可を得てマルセル・ルフェーブル大司教によって設立された聖ピオ十世会（SSPX）である。このグループのメンバーは、公会議後の多くの変更を教義上も司牧上も受け入れられないと考えている。彼らは教会の公式の位階制度を認めながらも、一般的には独立して活動し、カトリックの信仰と矛盾する、あるいは公教教理教育やカトリックの信仰の継承の点で効果がないと考える決定を拒否している。このような行動は、聖座に認められている前述のグループのメンバーを含む多くの人々から不忠実および不服従との非難を招いている。一方、SSPX　や同様のグループは、非難者らを盲目的服従(blind obedience) の罪で有罪と見なしているが、これはカトリックの信仰と道徳の要件によって課されたものではなく、またそれに反する場合もある。 SSPX とローマ教皇庁との協議は、数年にわたって続いてきた。2009年1月、司教省長官は、1988年に同会司教らが受けたと同省が宣言していた破門を免除した。同会のベルナール・フェレー司教はこの行為に感謝の意を表したが、同会はこれまで、破門はそもそも効力を持たないと一貫して主張してきた（1983年教会法典第1323条第4項、第7項、第1324条第3項、第1項、第8項を引用）。司教省長官はさらに、同会が「教導権と教皇の権威に対する真の忠誠と真の承認」を示すことによって、速やかに教会との「完全な交わり(full communion)」に戻ることへの希望を表明した。
SSPX は、教会との「完全な」交わりと「部分的な」交わりという概念を拒否し、同じ信仰を持ち、同じ秘蹟を執り行い、同じカトリック教会の位階構造を認めているため、教皇ピオ12世が示した基準に従ってカトリック教会に属していると主張している。最近では、バチカンは SSPX の司祭に告解を聞く権限を与え、特定の状況下では、地元の司教に、有効な結婚の挙行に必要な資格のある証人として行動する権限を SSPX の司祭に与えた。これらの文書のそれぞれで、それによって「完全な制度的正規化に向けたプロセスが促進される」という希望が表明された。

### Sedeprivationists
Sedeprivationists は、現在の教皇職は正当に挙げられた教皇であるが、第二バチカン公会議がもたらした変更を撤回しない限り、教えたり統治したりする権限と能力を欠いていると考える。Sedeprivationists は、教皇ヨハネ23世以降の教皇がこのカテゴリーに分類されると説いている。
Sedeprivationism を信奉する聖伝カトリックのグループには、Istituto Mater Boni Consilii、Orthodox Roman Catholic Movement などがある。

### 教皇座空位主義者
教皇座空位主義者は、第2バチカン公会議の教皇は、第2バチカン公会議に関連する異端の教えを受け入れたためにその地位を失い、その結果、現在は真の教皇は存在しないと主張する者たちである。彼らは、改訂されたミサの儀式を拒否し、公会議後の教会の教えの特定の側面を偽りとして拒否したことに基づいて、関係する教皇も偽りであると結論付けている。これは聖伝主義カトリック教徒の間では少数派の立場であり、非常に分裂的な立場であるため、この立場をとる人の多くは自分の見解を主張しないことを好む傾向にある。一方、他の教皇座空位主義者の中には、ピエール・マルタン・ゴ・ディン・トゥク大司教などに連なる司教叙階を受け入れる者もいる。
sedevacantist 及び sedevacantism という用語は、ラテン語のsede vacante（「使徒座空位：[聖ペトロの]座/座が空位である間」）に由来しており、通常、ある教皇の死去または辞任から後継者の選出までの期間に適用される用語である。
最もよく知られ、おそらく最も組織化された聖職退位派の組織は、 Congregation of Mary Immaculate Queen　聖母マリア無原罪の女王修道会 (CMRI) である。聖ピオ五世会 (SSPV) も教皇座空位主義の組織であるとよく言われるが、同修道会は正式にこの立場を採用したことはなく、近年の教皇の正当性の問題は未解決であると考えているという。

### コンクラーヴィスト
Conclavism とは、最近の聖座の住人はすべて真の教皇ではないと主張し、別人を選出して彼をカトリック信者の忠誠を誓うべき真の教皇として提案する人たちの信仰と実践である。同じ理屈で正式な教皇継承を拒否するため、教皇空位論者に分類されることもある。コンクラーヴィストには以下のようなグループがある。
- "True Catholic Church", ルシアン・プルヴァマチャ (自称：教皇ピオ13世)
- Palmarian Catholic Church, founded by Clemente Domínguez y Gómez ("Pope Gregory XVII")
- Pope Michael

## 政治的立場

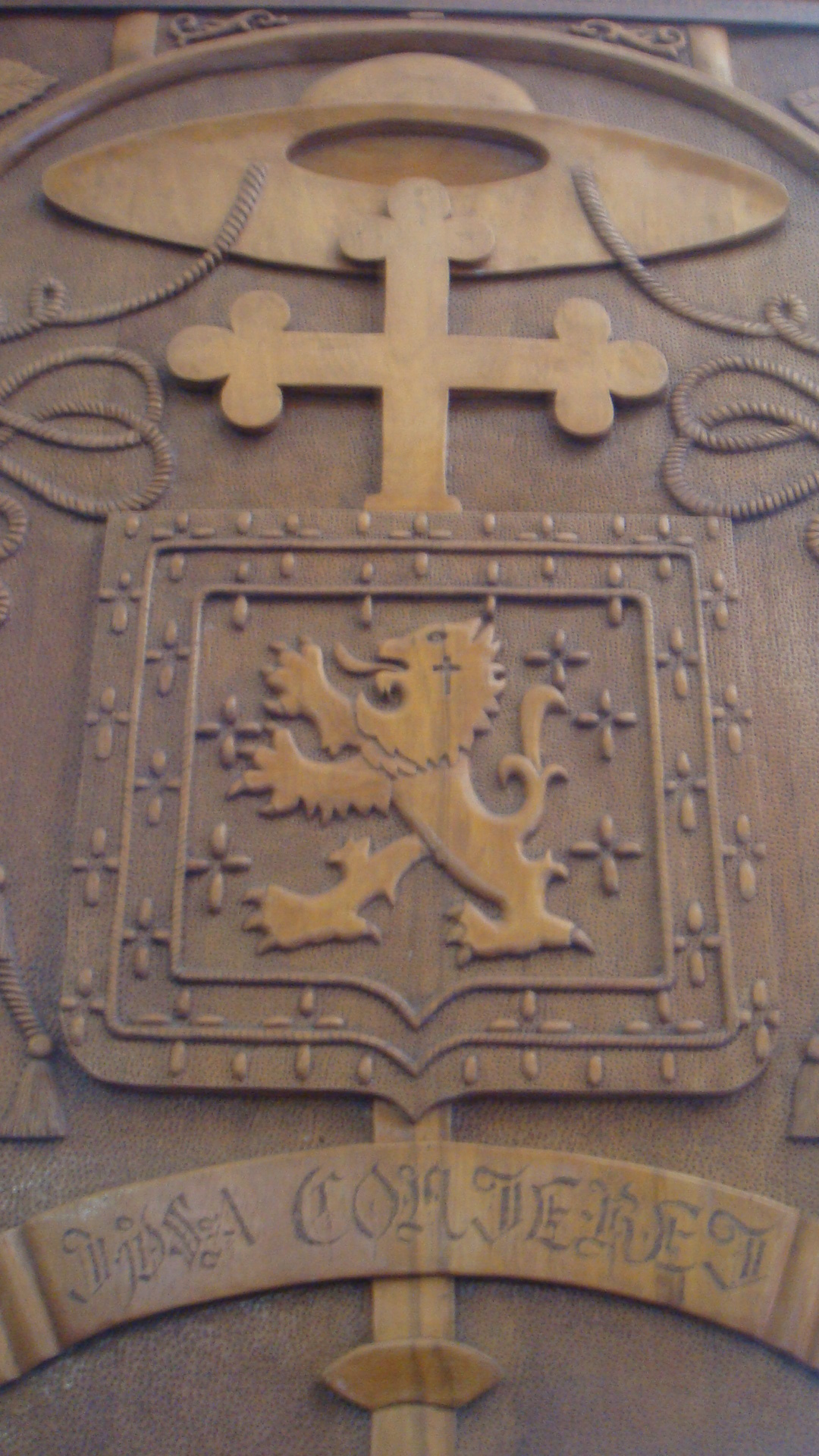
Coat carved in a wooden door, of Antonio de Castro Mayer, Bishop of Campos, Brazil, one of the most important members of Catholic traditionalism in the world, the Lion symbolizes the fight of faith, that must be fought by Catholics.

カトリック聖伝主義は、第2バチカン公会議以降に導入された変更の一部を受け入れないことにより、カトリックの正統性を保っていると考える。彼らは、現在主流派のカトリック教徒（保守派も含む）がとる立場は、公会議当時は「近代主義」または「リベラル」とみなされていたはずで、自分たちは当時「保守」または「伝統的」とみなされていた立場であると主張する。
さらに、多くの聖伝主義者は、第2バチカン公会議以降、カトリックの教えの提示と理解に誤りが入り込んでいると考えている。その原因は、第2バチカン公会議が作成した文書の自由主義的解釈、公会議後の有害な司牧決定、公会議文書本文自体、またはこれらの組み合わせにあるとされる。
聖伝主義者の多くは、公会議がカトリック教会のエキュメニカルな公会議として有効であり、問題があると見なしているが、教皇空位論者の多くは完全に無効であると見なしている。ローマと対立する聖伝主義者は、公会議が「司牧的」なものであり、それゆえ、その宣言は他のエキュメニカル公会議の教義的宣言と同じようにカトリック信者を絶対的に拘束するものではないと断言するのが一般的である。この見解は、教皇ヨハネ23世の公会議開会演説、教皇パウロ6世の閉会演説、教皇ベネディクト16世の声明、公会議文書に正式な教義的定義がないことなどに裏付けが求められている。

教皇ベネディクト16世は、公会議に適用される「不連続と断絶の解釈法」（ある聖伝主義者とある「進歩主義者」の両方が採用する解釈） と、「改革の解釈」は、最初に教皇ヨハネ23世が1962年10月11日に公会議を発足させる演説で提示し、後に教皇パウロ6世が1965年12月7日に公会議の結論のための談話で示した通りであるとした。1988年、彼がまだヨーゼフ・ラツィンガー枢機卿と呼ばれていた頃、チリの司教団を前にした講演でも、同様の指摘をした。
（ルフェーブル大司教は）自分が署名した協定が、自分の財団を『評議員教会』に統合することだけを目的としていたことを、ようやく理解したと宣言した。教皇と統合されたカトリック教会は、彼によれば、自らの過去と決別した『評議員教会』である。私たちが扱っているのはカトリック教会の聖伝の総体であり、第二バチカン公会議はその伝統に属するものであることを、彼はもはや理解できていないようである。

[Archbishop Lefebvre] declared that he has finally understood that the agreement he signed aimed only at integrating his foundation into the 'Conciliar Church'. The Catholic Church in union with the Pope is, according to him, the 'Conciliar Church' which has broken with its own past. It seems indeed that he is no longer able to see that we are dealing with the Catholic Church in the totality of its Tradition, and that Vatican II belongs to that.
一部の人々が聖伝主義を厳格な方法と見なしているというコメントに応えて、教皇フランシスコは 2016 年に次のように述べた。「厳格な原理主義である聖伝主義があるが、これは良くありません。一方、忠誠心は成長を意味します。聖Vincent of Lérinsが言ったように、聖伝は時間の経過とともに成長し、それ自体を強化します[...] キリスト教の教義もこれらの法則に従わなければなりません。それは進歩し、年月とともに強化され、時間とともに発展します。年輪とともにそれ自体を深めます。」
公式レベルでは、さまざまな聖伝主義者グループ間に緊張関係がある。たとえば、SSPX は、FSSP およびそのミサへの出席を非難し、他の聖伝主義者ともしばしば対立する。 実際、聖伝主義であると自認するすべてのグループが保持する共通点は、ミサやその他の秘蹟の聖伝の形式、献身、彼らが主張するいくつかの教えに対する愛情であり、彼らは第2バチカン公会議以来不明瞭になっていると主張する。 通常、現代の「ネオコン」カトリックの疑いがあり、それは浅はかで、歴史的でなく、知的に不誠実であると見なされるとされる。 
聖伝主義のカトリック信者の多くは、特定の司祭修道会の教会に所属している。また、聖伝主義者の小さなグループは、特定の組織とは関係のない「独立した」司祭を中心に形成されることもある。
独立カトリック教会の指導者の中には、聖伝主義的なカトリック教徒であり、トリエント・ミサや古くからの伝統を守っていると主張する者もいる。Canonical Old Roman Catholic Church や Fraternité Notre-Dame などがそうである。

### 聖伝主義者による矛盾し且つ破綻した発言
公会議以来、カトリックの教えと実践に実質的な変化が生じたという伝統主義者の主張は、次の特定の主張された例の周りに結晶化することがある。 主が私たちに与えてくださった唯一の主題である教会の継続性」：（以下翻訳中）
- A new ecclesiology which they claim fails to recognise the Catholic Church as the one true church established by Jesus Christ, and instead holds that the Roman Catholic Church is some sub-set of the Church founded by Christ. They see some of the confusion as stemming from an unclear understanding of the phrase "subsists in" which appears in the Vatican II document Lumen gentium, and which the Church has declared applies uniquely to the Catholic Church and means the "perduring, historical continuity and permanence of all the elements instituted by Christ in the Catholic Church, in which the Church of Christ is concretely found on this earth".[21] They claim that this "new ecclesiology" contradicts Pope Pius XII's Mystici corporis Christi and other papal documents.
- A new ecumenism which they see as aiming at a false pan-Christian religious unity which does not require non-Catholics to convert to the Catholic faith.[要出典] They see this as contradicting the teachings of the Bible, Pope Pius XI's Mortalium animos, Pope Pius XII's Humani generis and other documents. See also Traditionalist criticism of ecumenism and criticism of doctrine on relations with non-Christians.
- In this connection, some traditionalist Catholics called it a blasphemy on the part of Pope Francis[22] when, in 2017, the Philatelic Office of Vatican City State, to commemorate the 500th anniversary of the Protestant Reformation issued a postage stamp showing Martin Luther and Philip Melanchthon kneeling with a penitential disposition on either side of the cross.[23][24]
- Acceptance of the principle of religious liberty as involving more than prudent religious tolerance, based on one interpretation of the Second Vatican Council's decree Dignitatis Humanae, allegedly in contradiction to Pope Pius IX's teachings in Quanta cura and the Syllabus of Errors.
- A revision of the Mass liturgy of the Roman rite which, they affirm, de-emphasises the central Catholic doctrines that the Mass is a true sacrifice and that the bread and wine are changed through transubstantiation into the body and blood of Jesus Christ, that it has been stripped of important prayers, that it is centered on the congregation rather than on God, that it is less beautiful and spiritually edifying, and that it omits certain Bible readings that mention subjects such as hell, miracles, and sin. Traditionalists hold differing opinions on the validity and acceptability of the revised rite of Mass:
  - Some see it as valid, and as acceptable when necessary, though the older form should be attended when possible.
  - Some, including the leadership of the Society of St Pius X, hold that it is in principle valid as a sacramental rite but maintain that the revisions in the liturgy are displeasing to God, and that it is often celebrated improperly to the extent of being sacramentally invalid. They therefore generally refuse to attend it.
  - Some, including many sedevacantists, see it as categorically invalid in principle and entirely unacceptable.[25]
  - Some hold that celebration of any modern-language translation even of the Tridentine Mass would have to be presumed invalid.[26]
- An inappropriate emphasis on the "dignity of man", which they claim ignores original sin and the need for supernatural grace, and which they also claim has led to a utopianism that sees world peace as possible without recognising the kingship of Christ. They see this orientation as contradicting Pope Pius XI's Quas primas, Pope Leo XIII's Rerum novarum, and other papal and conciliar documents.
- A teaching on collegiality that attributes to the bishops of the world a share, with the Pope, of responsibility for the Church's governance in a way that they claim is destructive of papal authority and encourages a "national" church mentality that undermines the primacy of the Holy See.  They also claim that national bishops' conferences, whose influence was greatly increased following the Council, "diminish the personal responsibility of bishop[s]" within their dioceses.[27]
- A new and critical attitude towards the Bible that, they say, contradicts Leo XIII's Providentissimus Deus and Benedict XV's Spiritus Paraclitus, among other documents.
- A departure from the traditional belief that the Church and the world are at variance with one another to some degree, and that the Church has enemies. They believe that Pope Pius X's warnings in Pascendi Dominici gregis, Leo XIII's Humanum genus and other papal warnings against Freemasonry and other alleged enemies of Christianity have gone unheeded.

#### Example of one such claimant
Georges de Nantes, a priest of the Diocese of Grenoble and founder of the traditionalist Catholic League for Catholic Counter-Reformation, criticized the Second Vatican Council for encouraging ecumenism and reform of the Church, and accused Pope Paul VI of heresy and of turning the Church into a movement for advancing democracy, a system of government that de Nantes abhorred. The Congregation for the Doctrine of the Faith issued a notification on 10 August 1969, stating that, as de Nantes continued to maintain his views on the Council, the aggiornamento of the Church, the French episcopate, and the "heresies" of Pope Paul VI, he thereby "disqualified the entirety of his writings and his activities". It issued another notification in 1983, published on L'Osservatore Romano of 16–17 May of that year, stating that de Nantes had come to Rome to present a "Book of Accusation against Pope John Paul II for Heresy, Schism and Scandal", and that the Secretary of the Congregation had received him, as instructed by the Pope, but had refused to accept from him a book that contained unjustified gravely offensive accusations of the same character as those that de Nantes had directed against Pope Paul VI in a book published in 1973. It added that the refusal of de Nantes to retract his previous attacks on Pope Paul VI and the Second Vatican Council, to which he was now adding attacks on Pope John Paul II, made it impossible to believe in the sincerity of his declaration in 1978 and 1981 of a desire for the reconciliation for which the Pope remained always disposed.

### 聖伝主義者らの声明に対する反応（翻訳中）
Those who in response to these criticisms by certain traditionalists defend the decisions of the Second Vatican Council and the subsequent changes made by the Holy See make the following counterclaims:
- They say that the criticisms are false, exaggerated, or lacking appreciation of the organic character of Tradition, and give as examples traditionalist criticisms that Dignitatis humanae contradicts the Church's earlier teaching on religious liberty, and that the revised rite of Mass represents a break rather than a prudent development of the earlier liturgy.
- They say that traditionalists who claim that there has been a break from and discontinuity with the Church's traditional teaching are displaying a Protestant attitude of "private judgement" on matters of doctrine, instead of accepting the guidance of the Magisterium of the Church.[30]
- They say that such traditionalists fail to distinguish properly between changeable pastoral practices (such as the liturgy of the Mass) and the unchangeable principles of the Catholic faith (such as the dogmas surrounding the Mass).
- They say that traditionalists of this kind treat papal authority in much the same way as the dissident, liberal Catholics. While liberals believe that, on sexual matters, "the Pope can teach whatever he wants... but whether or not he should be listened to is very much an open question", the stance of certain traditionalists on the reform of the Mass liturgy and contemporary teachings on ecumenism and religious liberty amounts to the view that, on these issues, "faithful Catholics are always free to resist [the Pope's] folly.... As theories of religious dissent go, Catholic liberals couldn't ask for anything more."[31]
- The traditionalist claim that the Second Vatican Council was pastoral (and not infallible) is often countered by referring to Paul VI subsequently emphasizing the authoritative nature of the Council's teachings.

### Reception
Integrism is traditionalist Catholicism that integrates social and political contexts. Kay Chadwick writes: "It would be naive to suppose that [Catholic integrism] does not harbour a political agenda. It is anti-Masonic, anti-liberal and anti-Communist. It finds a voice in the Right-wing press. ... The annual Joan of Arc procession in Paris brings together integrists and National Front supporters. The annual National Front party celebration is preceded by a Latin Mass, celebrated in the pre-1970 form. Just before his death in March 1988, Lefebvre was fined eight thousand francs by the Court of Appeal in Paris for 'racial defamation' and 'incitement to racial hatred', for publicly suggesting that immigrants, beginning with Muslims, should be expelled from Europe. In 1976, he declared his support for Latin American dictatorships. He was an admirer of Maurras and Pétain, and supported the cause of French Algeria."
The Southern Poverty Law Center (SPLC) used the term radical traditionalist Catholics to refer to those who "may make up the largest single group of serious anti-Semites in America, subscribe to an ideology that is rejected by the Vatican and some 70 million mainstream American Catholics. Many of their leaders have been condemned and even excommunicated by the official church." The SPLC claims that adherents of radical traditional Catholicism "routinely pillory Jews as 'the perpetual enemy of Christ'", reject the ecumenical efforts of the Vatican, and sometimes assert that all recent Popes are illegitimate. The SPLC says that adherents are "incensed by the liberalizing reforms" of the Second Vatican Council (1962–65) which condemned hatred for Jewish people and "rejected the accusation that Jews are collectively responsible for deicide in the form of the crucifixion of Christ" and that "Radical traditional Catholics" also embrace "extremely conservative social ideals with respect to women."
The SPLC clarifies, however, "Radical traditionalists are not the same as Catholics who call themselves 'traditionalists' — people who prefer the old Latin Mass to the mass now typically said in vernacular languages — although the radicals, as well, like their liturgy in Latin."

## Practices

### ミサ典礼（翻訳中）
The best-known and most visible sign of Catholic traditionalism is an attachment to the form that the Roman Rite liturgy of the Mass had before the liturgical reform of 1969–1970, in the various editions of the Roman Missal published between 1570 and 1962. This form is generally known as the Tridentine Mass, though traditionalists usually prefer to call it the Traditional Mass. Many refer to it as the Latin Mass, though Latin is the language also of the official text of the post-Vatican II Mass, to which vernacular translations are obliged to conform, and canon law states that "the eucharistic celebration is to be carried out in the Latin language or in another language provided that the liturgical texts have been legitimately approved." In his 2007 motu proprio Summorum Pontificum Pope Benedict XVI relaxed the regulations on use of the 1962 Missal, designating it "an" extraordinary form of the Roman Rite, as opposed to "the" ordinary or normal form, as revised successively by Pope Paul VI and Pope John Paul II. In 2021, Pope Francis promulgated Traditionis custodes, amending and abrogating parts of Summorum Pontificum.
Different traditionalist priests use different editions of the Roman Missal to celebrate the Tridentine Mass. Most, not only those in good standing with the Holy See but also such as those in the SSPX, use the 1962 edition, the only one that the Holy See authorises. A series of modifications to the 1962 liturgy introduced in 1965 are used by some traditionalists in good standing with Rome. This version of the liturgy is sometimes referred to as that of the "1965 Missal", though no new edition of the Roman Missal was in fact published in that year. The Priestly Fraternity of St. Peter, in an effort to get around the 1955 Holy Week reforms of Pius XII, which are part of the 1962 edition, has requested special permission from the Pontifical Commission <i id="mwAeU">Ecclesia Dei</i> for provisional use of the older Holy Week rites "ad experimentum," beginning in 2018 and running through Holy Week 2020, at which point it will be determined whether the Holy See will grant a broader permission.[needs update]
Since sedevacantists consider John XXIII not to have been a Pope, they reject the 1962 typical edition of the Roman Missal, which he promulgated. They generally use the 1920 typical edition, updated to some date previous to 1962. The Congregation of Mary Immaculate Queen follows the Missal as in 1955, accepting the changes introduced by Pius XII, but others reject his alteration of the calendar of saints and his revision of the rites of Holy Week. Thus these others reject John XXIII's 1962 edition, which most notably featured the addition of St. Joseph to the enumeration of saints in the Roman Canon, and Pius XII's changes, seeing these changes as steps that led to the post-Vatican II Mass. There are no reports of priests regularly using any typical edition of the Missal earlier than that of 1920, which incorporated the rubrical and calendar changes made by Pope Pius X in 1910.
Linked with the celebration of the Tridentine Mass is the observance of the liturgical calendar of saints' days as it existed before the revision of 1969 (see General Roman Calendar of 1960). Some also ignore the revisions of 1960 by Pope John XXIII, and of 1955 by Pope Pius XII, and use instead the General Roman Calendar of 1954.

### 個人的もしくは私的な信仰の実践
多くの聖伝主義カトリック教徒は、第2バチカン公会議の直前まで広く行われていた、次のような慣習に従うことを重視している。
- 金曜日に肉を断つこと（小斎）。 第二バチカン公会議以降の規律は、金曜日と四旬節を改悛の日および時間として維持し、すべての金曜日（厳粛な日を除く）と灰の水曜日には、肉または地元の司教協議会が決定した他の食物を断つことを宣言し、司教協議会が肉断ちの代わりに個人的懺悔の他の実践を許可する。[39]
- 真夜中から聖体拝領までは断食する[40]。1917年の教会法法典で定められている、真夜中から聖体拝領まで（食物・液体の両方を）断食する伝統的なカトリックのルールは、1953年に教皇ピオ12世によって3時間の断食に短縮された[40][41]。1966年、教皇パウロ6世は聖体拝領前の断食をさらに1時間に短縮し、これは1983年の教会法法典に盛り込まれた[42]。したがって多くの聖伝カトリック信徒は聖体拝領前は真夜中から断食する[40] か、最低でも3時間は断食する[43]。
- 聖体拝領の際は跪き、口で拝領する。聖体拝領は、一般信徒の聖体奉仕者ではなく聖職者の手によってのみ行われるべきであるとする。教皇パウロ6世の改革以前は、聖体拝領は重大な理由がある場合のみ助祭からの拝領も許可されていたのだが、これを拒否する信徒もいる[44]。 多くの聖伝主義者は、手で聖体拝領を受けるという慣習は古代より存在し[45][46]、聖座によって認可されているにもかかわらず、乱用であり冒涜的であると考えている。
- 女性は自室で祈る時や教会でミサに与るときには、頭に覆いを着用する。聖パウロが第1コリント11:1-17で要求し、また1917年の教会法法典が要求したものである[47]。したがって、多くの聖伝主義の信徒の女性は、自室で祈る時や教会でミサに与るときには頭にベール、帽子、ヘッドスカーフを着用する[48][49]。
- 頻繁な告解。 20世紀前半に盛んになったもので、当時聖体拝領が頻繁に行われるようになったことにより、告白の頻度も増えた。
- 十字架の道行きやロザリオの祈り。20世紀半ばの形式のままで実践するため、教皇パウロ6世の時代に変更され、普遍的とは言えないまでも一般的になった「留」の数および性質の変更を受け入れることもなく、また、教皇ヨハネ・パウロ2世がオプションとして与えたロザリオの「光の玄義」も追加しない[50][51]。

このような信仰の実践は聖伝主義者に限ったことではなく、多くの主流派カトリック教徒も従っている。同様に、すべての聖伝主義者のカトリック教徒がこれらに常に従っているというわけではない。

### 服装規定および生活様式
聖伝主義カトリック教徒は、男性と女性の性別役割に関して、相補主義 complementarianism の教義を堅持している。
聖伝カトリック教徒の服装の基準は、教皇ピオ11世の指示に基づき、無原罪のマリアの純潔十字軍（the Purity Crusade of Mary Immaculate）が推進する「マリアのような慎み」として、女性の場合、「最低でも肘まである」袖と、「膝下までのスカート」、そして「2インチ以内のネックラインを残して他は完全にカバーする」ことが含まれる。
元聖ピオ十世会司教のリチャード・ウィリアムソンは、「今日着用されている女性のズボンは、短くても長くても、慎み深くてもそうでなくとも、タイトでもルーズでも、明らかにズボンの形であっても（「キュロット」のように）偽装されていても、女性の女性性に対する攻撃であり、したがって、女性のズボンは神意による秩序に対する巧妙な反乱を表している ("women's trousers, as worn today, short or long, modest or immodest, tight or loose, open or disguised (like the "culottes”), are an assault upon woman's womanhood and so they represent a deep-lying revolt against the order willed by God.")」と明言している。
聖伝カトリック信者と呼ばれる女性は、家庭で祈るときやミサに与るときに、頭に覆いをする（ベールを着用する）のが通常である。
また、SSPX は家庭にテレビを置くことに反対しており、テレビは罪を犯す機会を提供すると教えている。

## ウクライナ東方カトリック教会 内の動き
第2バチカン公会議以来、さまざまな東方典礼カトリック教会は、ラテン教会から派生したいくつかの慣習や重点を廃止してきた。これに対する反対は、ウクライナ東方カトリック教会 (UGCC) に関して比較的広く報道されてきた。

### 背景
第2バチカン公会議以前から、聖座は東方典礼カトリック教会で用いられている秘蹟を執行するための慣習と独特の形式を永久に完全に守り保存することが重要であると宣言していた（教皇レオ13世、回勅「オリエンタリウム・ディグニタス」）。レオ13世の後継者である教皇ピオ10世は、新たに創設されたロシア・カトリック教会の司祭は、ロシア正教会や古儀式派の司祭よりも「Nec Plus, Nec Minus, Nec Aliter」（「それ以上でも、それ以下でもなく、違いもない」）の聖体礼儀を執り行うべきだと述べた。
ウクライナのギリシャカトリック教会では、1930年代にアンドレイ・シェプティツキー府主教が典礼書を訂正したことから、典礼の非ラテン語化が始まった。伝記作家のキリル・コロレフスキー Cyril Korolevsky　によると、アンドレイ府主教は、ラテン語の典礼慣習に固執する人々に対する強制に反対した。強制の試みは、1666年のロシア正教会の分裂に相当するギリシャ・カトリック教会の分裂につながることを恐れたからである。
ウクライナ正教会における非ラテン化は、1964年の第2バチカン公会議の布告「東方教会」とそれに続くいくつかの文書によってさらに勢いを増した。ラテン語化はウクライナ人ディアスポラ内では廃止されたが、ソ連によるウクライナ正教会の禁止により秘密の生活を強いられた西ウクライナのビザンチン・カトリック教徒の間では、ラテン語化は「彼らの地下活動の重要な構成要素」として、非合法の教区、神学校、宗教共同体に残った。1989年にウクライナ正教会の禁止が解除された後、司祭や高位聖職者がディアスポラからやって来て、反対に遭った典礼の遵守を強制し始めた。
これに応えて、多くの司祭、修道女、司祭候補者は、「『聖伝を守りたい』という願いから、1989年以来、教会の周縁に追いやられてきた」。一部の教区、特にイヴァーノ＝フランキーウシク教区とテルノーピリ＝ズボリウTernopil-Zboriv教区では、司教らは「『聖伝主義』の実践への傾向を示した」司祭を即座に停職処分にした。
ヴラド・ナウメスク Vlad Naumescu は、ウクライナ・ギリシャ・カトリック教会の機関誌「パトリアヤルハットPatriayarkhat」2003年2月号に、1994年の創立以来「教会内で最も進歩的な声」を発してきたウクライナ・カトリック大学の学生が執筆した記事が掲載されている。記事では、ウクライナの各教区の司祭と教区が「よく組織された運動」に参加しており、自らを「聖伝主義者」と称しているとされている。記事によると、彼らは聖ピオ十世会や、リヴィウ郊外の聖ペトロ聖パウロ教会のBasil Kovpak神父のようなカリスマ的指導者とつながりを持つ「並行構造」を形成しているという。
ヴラド・ナウメスクによると、「聖伝主義の教区における宗教生活は『地下教会』のモデルに従っていた。信仰はより熱心で、各司祭は近隣地域の『巡礼地』として自分の教区を宣伝し、日曜日には地元の教区が提供できる以上の大勢の信者を集めた。日曜日と祝祭日には、宗教儀式が 1 日に 3 回 (リアスネ Riasne では) 行われ、日曜日の典礼は 2 時間半から 3 時間続いた。主な宗教行事は、地区の中央にある教会の外で行われ、聖伝主義者は毎回、地域全体を巡る長い行列を組織した。共同体は共通の敵によって強く結束し、抑圧の時代によく見られた『信仰の擁護者』のモデルを再現した。明確な態度と確固とした道徳的立場を前提とするこのモデルは、共同体の構成員を動員し、『地下』信者の以前の決意を再現した」

### 聖ヨサファト司祭兄弟会
神学校、バジリアン修道院、多数の教区を運営する聖ヨサファト司祭兄弟会（SSJK）は、SSPX の司教から司祭の叙階を受けている。同会の長であるBasil Kovpak神父は、UGCCの幹部が、非ラテン語化に消極的または意欲のない司祭に対して強い心理的圧力をかけていると非難している。同神父は、ソ連によるUGCCの迫害以来、ラテン語化に執着している多くの信徒が、非ラテン語化された典礼に参加するよりも、日曜日には家にいることを好むと主張している。
SSJK は、ウクライナ・ギリシャ・カトリック教会の典礼と教区から十字架の道行き、ロザリオ、聖体顕示台を削除することに反対している。また、ウクライナ・ギリシャ・カトリック教会の典礼言語である古代教会スラヴ語をウクライナ語に置き換えることも拒否している。Kovpak神父は回想録「迫害された伝統」の中で、ウクライナ・ギリシャ・カトリック教会が東方カトリックへの改宗を希望する正教会の聖職者と信徒を拒否した例を数多く挙げている。多くの場合、改宗者が民族的にウクライナ人ではないためだと彼は主張している。Kovpak神父はこれを、ロシア・ギリシャ・カトリック教会を創設し、ロシア国民を改宗させようとした教皇ピオ十世、アンドレイ・シェプティツキー府主教、レオニード・フョードロフLeonid Feodoro v総主教の努力に対する裏切りと呼んだ。
Kovpak 神父の著書が出版された翌年の2004年、ルボミール枢機卿は Kovpak 神父をウクライナ・ギリシャ・カトリック教会から破門した。コフパク神父はこの処分に対してバチカン市国のローマ教皇庁の Sacra Rota Romanaに不服を申し立てたが、破門は教会法に違反しているとして無効とされた。
2006年、SSJKは、当時SSPXの会員であったリチャード・ウィリアムソン司教に、ポーランドのワルシャワで2人の司祭と7人の助祭を叙階させたが、これは教会法典の第1015条第2項、第1021項、および第1331条第2項、ならびに東方教会の教会法典の対応する条項に違反する行為であった。 
出席していたSSPXの司祭、ジョン・ジェンキンス John Jenkins 神父は後にこう述べている。「私たちは皆、彼らの信心深さに非常に啓発されました。そして私自身も、言語、国籍、さらには典礼儀式の違いにもかかわらず、神学生たちの間の雰囲気が私が神学校で知っていた雰囲気と非常に似ていることに驚きました」。
PSSJ が最も活発に活動しているリヴィウ大司教区のイゴール・ヴォズニャクIhor Vozniak大司教は、叙階を「犯罪行為」と非難し、Kovpak 神父の儀式への参加を非難した。彼は、ウィリアムソン司教が叙階した 2 人の司祭は大司教区内では教区権を与えられないことを強調した。リヴィウ大司教区の職員は、Kovpak 神父は破門される可能性があり、「彼は、ビザンチンの伝統を避け、古いラテン語の典礼のみを使用し、聖座への忠誠を維持していないグループ [SSPX] を支持しながら、自分はギリシャ (ビザンチン) カトリックの司祭であると宣言することで教会を欺いている」と述べた。
Kovpak 神父の破門手続きはウクライナ・ギリシャ・カトリック教会の聖職者によって再開され、2007年11月23日に信仰教理省によって確認された。

### Sedevacantism and Conclavism in the Ukrainian Greek Catholic Church
2008年3月、ウクライナのピドヒルツィPidhirtsiにあるバジリアン派の司祭団が、ウクライナ・ギリシャ・カトリック教会（UGCC）を異端と背教から救うために4人を司教に任命したと発表し、2009年8月にはウクライナ正教会の設立を発表した。チェコのバジリカ派司祭アントニー・エリアス・ドナル神父を「エリア Elijah 総主教」に選出し、聖座は空位であると宣言したが[2][3]、2019年10月に元米国大使のカルロ・マリア・ヴィガノ大司教を新教皇に「選出」した。ニューヨーク・タイムズとリヴィウを拠点とする新聞 Ekspresの両紙は、教会指導部はロシア対外情報庁とのつながりがあると主張をしている。

## 聖座との関係
ローマ教皇庁は、多くのカトリック信者が以前の典礼形式を好むことを完全に正当なものと認めている。これは、1988年のヨハネ・パウロ2世の使徒的書簡「エクレジア・デイ」や、2007年のベネディクト16世の自発教令「スンモールム・ポンティフィクム Summorum Pontificum」に明確に示されている。しかし、当然ながら、ローマ教皇庁は、現在の教会指導者に反対する立場を取る人々には承認を与えておらず、これは「Traditionis Custodes」でも繰り返し述べられている。

### エクレジア・デイ委員会
教皇庁のエクレジア・デイ委員会は、教皇ヨハネ・パウロ2世の使徒書簡「エクレジア・デイ」を受けて、1988年7月に設立された。教皇ベネディクト16世は、信仰教理省長官枢機卿の在任期間中、委員会のメンバーであった。2007年5月16日、ラテンアメリカおよびカリブ海地域の司教の第5回総会で、現在の委員会長であるカストリヨン Castrillón 枢機卿は、彼の部署は、第2バチカン公会議の典礼改革に不満を持ちながら、マルセル・ルフェーブル大司教と袂を分かつ「教皇の命令なしに司教を叙任するという彼の分裂的な行動に反対した」ため、彼と袂を分かつ「聖伝主義カトリック教徒」の世話をするために設立されたと述べました。同氏は、現在、委員会の活動はカトリック信者への奉仕に限定されず、「残念な分裂状態を終わらせ、聖ピオ十世会に属する兄弟たちの完全な交わり（フル・コミュニオン）への復帰を確保するための努力」にも限定されないと付け加えた。また、委員会の活動は、「前述の2つのグループとは無関係で、その特有の感受性から、聖体やその他の秘蹟の儀式において、以前のラテン語典礼を存続させたいと願う人々の正当な願望を満たすこと」にも及ぶ、と述べた。
カストリヨン枢機卿は同スピーチで、この委員会を聖座の機関として、伝統的な典礼の保存と維持を目的として設置することを意図していたと示唆した。同時に、これは「1970年の改革以前の時代に戻ること、つまり後戻りすること」を目的としたものではないとして、「教皇は、古い典礼と結びついた膨大な精神的、文化的、美的財産を保存することを望んでいます。これらの財産の回復は、教会の現在の典礼の、それと同じくらい貴重な財産と結びついています」と述べた。
2019年、教皇フランシスコはこの委員会を廃止し、その責任を教理省に直接移管した。

### スンモールム・ポンティフィクム
数ヶ月に渡る噂と憶測の後、ベネディクト16世は2007年7月に自発教令『スンモールム・ポンティフィクム Summorum Pontificum』を発布した。教皇は、ラテン教会の司祭は「会衆抜きで執り行われるミサにおいて」1962年のローマミサ典礼書とそれ以降の版を自由に選択できると裁定した。こうしたミサには、自発的に許可を求める人々が参加できる。教会を担当する司祭は、司式する司祭が「[司式する]資格を有し、法的に妨げられていない」ことを条件に、以前の形式に固執する信徒の安定したグループに対して、その形式でミサを執り行うことを許可することができる（これにはローマとの良好な関係にない聖伝主義の司祭は含まれない）。2021年、フランシスコ教皇は『Traditionis Custodes』を発布し、エクレシア・デイが対象としていない人々に対する臨時形式の使用を厳しく制限した。
スンモールム・ポンティフィクムは、ローマと良好な関係を保ってきた伝統主義グループに歓迎されているだけでなく、ローマと争ってきたSons of the Most Holy Redeemer(聖なる贖い主の息子たち)などのグループからも、合意を求める十分な根拠とみなされている。聖ピオ十世会はこの文書を歓迎したが、「論争中の教義上の問題」や、同会の司教たちにまだ影響を及ぼしている破門通告など、「まだ残っている困難」に言及した。また当然ながら、教皇座空位主義者は、ベネディクト16世が発行したすべての文書は教会法上の効力を持たないと考えている。

## 叙階の有効性
叙階は有効だが非合法(valid but illicit)である可能性がある。カトリック教会は、聖座と良好な関係にある聖伝主義聖職者、例えば聖ペトロ会や王にして最高司祭たるキリスト修道会の聖職者の聖職は、明らかに有効かつ合法であると考えている。教会は、聖ピオ十世会の司教や司祭の聖職を有効だが非合法であると見なし、したがって、彼らは法的に司祭職を遂行することを禁じられているが、技術的には依然として司祭であると考えている。 司教であれ司祭であれ、「独立した」伝統主義者については、その叙階は確かに違法であるとみなしているが、その有効性についての判断は明確ではない。ローマ教皇庁は、1975年12月31日の深夜にピエール・マルタン・ゴ・ディン・トゥク大司教がCarmelite Order of the Holy Face(聖なる面影のカルメル会)のために執り行った奉献式は教会法上の効力を持たないと宣言したが、その有効性について明確に述べることは控えた。また、これらの司教らが今後授ける叙階についても同様の声明を出し、「すでに不法に叙階を受けた者、またはこれから叙階を受ける者については、叙階の有効性（quidquid sit de ordinum validitate）がどうであろうと、教会は彼らの叙階（ipsorum ordinationem）を認めず、今後も認めるつもりはなく、法的効力は、彼らが悔い改めるまで罰則が残ることを除いて、以前と同じ状態であるとみなす」と述べている[1]。
聖伝主義者の間でも、1968年に教皇パウロ6世によって公布された儀式を用いて授与された叙階 rite promulgated by Pope Paul VI in 1968 の有効性について意見が分かれている。第2バチカン公会議後に改訂された秘跡の典礼の有効性を否定したり疑問視したりする人々は、そのような叙階すべてに対して同様に否定的な判断を下している。聖ピオ五世会は、改訂された秘蹟の儀式に従って叙階された司祭を、ルフェーブル大司教が創設した聖伝主義の会（SSPX）の会員として受け入れたことなどにより、聖ピオ十世会から分裂した。

## 信徒人口
聖伝主義カトリック教徒数の推定値は様々である。カトリック・ワールド・ニュースは、「バチカン」が聖ペトロ会、聖ピオ十世会、および類似の団体に奉仕する信者の数を「100万人近く」と推定したと報じた。さまざまな情報源は、聖ピオ十世会の信者だけでも100万人と推定している。主要な宗教調査で、カトリック教徒のサブセットを、リベラルから主流保守、聖伝主義、教皇座空位主義者の連続体における立場別に抽出して数え上げようとした例はない。そのため、聖伝主義カトリック教徒の数に関する数字は、必然的に多かれ少なかれ知識に基づいた推測にならざるを得ない。 
SSPX には、2018年時点で、37か国に常駐する司祭と、さらに35か国で宣教中の司祭がいた。次に大きいのは FSSP で、前年には129の教区を担当し、40の個人小教区を担当していた。[2] いずれの場合も、会員の大部分はフランスに常駐している。SSPVとCMRIという2つの小規模な団体は、米国に拠点を置いている。

## 団体一覧
以下は主な聖伝主義カトリック団体のリストである。カトリック教会の教義と規律に従って、聖座と完全な交わりを持つ団体もあれば、非正規の団体もある。

### 教会法的に正常な関係にある聖伝主義団体
- Canons Regular of Saint John Cantius
- Canons Regular of the New Jerusalem
- Foederatio Internationalis Una Voce
- Fœderatio Internationalis Juventutem
- Fraternity of Saint Vincent Ferrer
- Heralds of the Gospel
- Institute of Christ the King Sovereign Priest (ICRSS, ICKSP)
- Institute of the Good Shepherd
- Latin Mass Society of England and Wales
- Militia Templi; The Poor Knights of Christ also called the Order of the Poor Knights of Christ (ラテン語: Christi Pauperum Militum Ordo), a lay order formed on 21 September 1979 with headquarters at the Castello della Magione, Poggibonsi, Italy
- Personal Apostolic Administration of Saint John Mary Vianney
- 聖ペトロ司祭兄弟会 (FSSP)
- Servants of the Holy Family (Servi Sanctae Familiae, SSF)
- Slaves of the Immaculate Heart of Mary (Still River, MA group only)
- Sons of the Most Holy Redeemer

### 教会法的に非正常な関係にある聖伝主義団体
- 聖ピオ十世会 (SSPX)
- Fraternite Notre Dame
- Priestly Society of Saint Josaphat

### Sedevacantist groups
- Congregation of Mary Immaculate Queen (Congregatio Mariae Reginae Immaculatae, CMRI)

- 聖ピオ五世会 (SSPV)

### Sedeprivationist groups
- Istituto Mater Boni Consilii
- Orthodox Roman Catholic Movement

### Conclavist groups
- Palmarian Christian Church
- Ukrainian Orthodox Greek Catholic Church

## See also

### 教義および典礼的問題
- カフェテリア・カトリック主義
- 対抗宗教改革
- Extra Ecclesiam nulla salus
- Feeneyism
- 第2バチカン公会議
- パウロ6世のミサ
- 教皇座空位主義
- トリエント・ミサ
- カトリック根本主義（Catholic fundamentalism）

### キリスト教他教派における類似現象
- 古儀式派 – ロシア正教会における、17世紀のそれに戻ろうとする現象
- True Orthodoxy, Old Calendarism およびカタコンベ系諸正教会 – 東方正教会において、1920年のそれに戻ろうとする類似現象
- 聖公会継続派教会 – アングリカン・コミュニオンにおける類似現象
- Confessing Movement – メインライン・プロテスタント諸教派で見られる類似の運動

### その他
- 復古カトリック教会, which started around comparable circumstances surrounding papal infallibility and the First Vatican Council
- 独立カトリック教会
- List of traditionalist Catholics by nationality
- Criticism of traditionalist Catholics
- Freedom of religion in Germany § Censorship, for a discussion about a traditionalist Catholic news service which was shut down
- <i id="mwA7E">The Remnant</i> – an American newspaper which is dedicated to traditionalist themes

## 参照
第2バチカン公会議

### メディア
- Video of Archbishop Marcel Lefebvre's 1988 consecration of Bernard Tissier de Mallerais, Richard Williamson, Bernard Fellay, and Alfonso de Galarreta as bishops of the Society of St. Pius X
- Priests for the 3rd millennium (German)

Template:Second Vatican Council